# Pokrowka (rejon nieftiegorski)
Pokrowka (ros. Покровка) – wieś (sieło) w Rosji, w obwodzie samarskim, w rejonie nieftiegorskim. W 2010 liczyła 733 mieszkańców.